# María Riot
María Riot (Moreno, Gran Buenos Aires, 12 de septiembre de 1991) es una actriz pornográfica, trabajadora sexual, música y activista por los derechos de las mujeres, de los trabajadores sexuales y de los animales argentina. Es conocida por su militancia en AMMAR, desde donde reivindica la despenalización de la prostitución y una pornografía ética. También destaca su participación en producciones de pornografía feminista y alternativa, con directoras como Erika Lust o Émilie Jouvet. Tiene ascendencia asturiana y reside actualmente entre Buenos Aires y Barcelona.

## Biografía

### Primeros años
Si bien nació en Moreno, su familia se mudaría pronto a General Rodríguez, otra de las ciudades del conurbano de Buenos Aires. De pequeña fue matriculada en un colegio religioso, donde empezarían sus primeros cuestionamientos a la autoridad. Tan pronto pudo, se cambió a una escuela de arte con la intención de estudiar música. A los 16 años tendría su primera relación sexual, con una chica, tras lo que se consideraría lesbiana durante dos años.

### Como modelo erótica, prostituta y actriz pornográfica
Descubrió su interés por el porno en Tumblr, en el año 2011. Empezó en el mundo del erotismo haciendo fotos para un amigo, con el que bromeaba con tener una productora pornográfica. Ya de adolescente, fantaseaba con incursionar en el mundo del trabajo sexual, pero no fue una posibilidad que se tomase en serio inicialmente debido a los mitos y tabús que rodean al sexo y a la prostitución.
En 2013, tras haber trabajado de forma eventual en tiendas de ropa, call centers, restaurantes y supermercados, comenzó su carrera en la industria del sexo como modelo de cámara web, a los 21 años. Poco después de su inicio como modelo de cámara web, empezaron a llegarle propuestas para tener encuentros sexuales en la vida real. Llegado ese punto, durante tres meses se dedicaría a investigar a propósito del tema, leyendo libros de feministas prosexo y discusiones sobre los derechos laborales de las prostitutas, viendo videos y documentales acerca del tema y hablando con prostitutas. Se decidió finalmente por tener encuentros por dinero, adoptando en ese momento el nombre de María Riot, y en un mes y medio ahorró lo suficiente como para poder viajar a España, con el objetivo de trabajar en Europa.
Habiendo leído sobre pornografía durante su investigación particular, contactó a Amarna Miller y trató infructuosamente de rodar con ella. Dada la imposibilidad de grabar con esta directora, Riot viajó a los Países Bajos, donde comenzó a grabar con AbbyWinters, una productora australiana con base en Ámsterdam. Rodaría para ellos, y para otra productora independiente, Zure Room, antes de conocer a Erika Lust, con la que ganaría notoriedad al comenzar a trabajar en su serie XConfessions. Trabajaría también, posteriormente, con directoras como Emilie Jouvet o Goodyn Green. Fue portada de la revista Interviú en su número de noviembre de 2017.

### Como música
Riot tiene un declarado interés por la música. Entre los 15 y los 16 años tocó temas proaborto y contra la policía en una banda punk de chicas. Durante el año 2015 tocaría el sintetizador en la banda de Sol Marianela, acompañándola en una gira por España.

## Posiciones y activismo político

### Influencias
Algunas de las autoras que la influirían en su camino vital serían la ya mencionada Amarna Miller y Georgina Orellano, la actual secretaria general de AMMAR.
Riot se considera principalmente influida por Virginie Despentes y su libro Teoría King Kong, del que ha llegado a decir que es uno de sus libros favoritos, y que todos deberían leerlo. Otras obras con las que se formaría ideológicamente incluyen Porno feminista, de Tristan Taormino, y los libros y artículos de Melinda Chateauvert, Candida Royalle, Carol Leigh, Laura María Agustín, Marta Lamas, Carol Queen y Leonor Silvestri.

### Posiciones políticas
María Riot se autodenomina como "puta feminista" y considera que las malas condiciones en el ámbito de la prostitución se deben a la falta de una regulación favorable a la misma. Desde el ámbito del trabajo sexual, se considera una crítica del feminismo abolicionista mayoritario en Argentina, y de sus leyes y regulaciones antiprostitución (incluyendo la ley antitrata de 2013). Sin embargo, no desea el modelo regulacionista de la prostitución de Alemania y Holanda, abogando más bien por un modelo de regulación pro-derechos. Riot critica, así pues, la desvirtuación de los términos "trata de personas" y "proxenetismo" en el contexto argentino, así como la estigmatización de los clientes de servicios sexuales, y el estigma social sobre las propias prostitutas.
Defiende la creación de una pornografía no sólo alternativa, sino también ética. Define esta como una "donde el trato hacia quienes forman parte de las películas tanto actuando como en el detrás de escena sea ético, con pagas justas, contratos claros, donde prime el respeto y que haya un ambiente de trabajo seguro y consensuado".
Como vegana y antiespecista, hace una defensa decidida del uso de transgénicos y apoya la masificación de carne creada en laboratorio a partir de células madre, con el fin de reducir las matanzas de animales con fines alimenticios.

### Activismo
Riot está involucrada en numerosas causas sociales. En el entorno de la militancia sexual, se acercaría a AMMAR al poco de empezar ella en el trabajo sexual, en 2014, pero no militaría seriamente hasta 2016. En ese año, Georgina Orellano le ofrecería la coordinación de un taller de trabajo sexual. Sigue militando hasta la fecha.
Como vegana, fue una de las fundadoras de la organización Animal Libre Argentina, a través de la cual participó en rescates de animales enjaulados, y concedió entrevistas por televisión hablando sobre el activismo por los animales. Su activismo en pro de los animales sería lo que la llevaría a obtener una beca para estudiar biotecnología y comunicación en la Universidad Cornell, en el marco del programa internacional "Alliance for Science", aunque no llegaría a finalizar su carrera.
Riot también defiende el activismo contra la gordofobia; mientras estudiaba la educación obligatoria, sufrió acoso y maltrato por parte de compañeros de colegio por tener sobrepeso, lo que le generó mucha inseguridad y una depresión por la que tuvo que ir a terapia varios años.

## Filmografía seleccionada

### Como actriz
- XConfessions Vol. 5 (2015)
- If the Apocalypse Comes, Fuck Me (2015)
- Feminist Man (2015)
- Girl Fantasies (2016)
- XConfessions Vol. 8 (2016)
- Anal Diaries (2017)
- Cake Bakin (2017)
- Hysterical Piano Concert (2017)
- Landlocked (2018)
- XConfessions Vol. 11 (2018)
- XConfessions Vol. 13 (2018)
- XConfessions Vol. 15 (2018)
- Slut-ish (2020)
- Girl Gang (2021)
- XConfessions Vol. 27 (2021)
- The Wedding  (2023)

### Como ella misma
- Audaz se eleva (2016)
- Florencia Hoy (2016)
- My body, my rules (2017)